# Charles-Louis-François Andry
Charles-Louis-François Andry ou simplesmente Charles Andry(6 de julho de 1741, Paris, França – 8 de abril de 1829, Paris, França) foi um médico francês e comensal do rei contra o magnetismo animal 

## Biografia
Ele foi sobrinho de Nicolas Andry, sendo apelidado de "verminosus o pequeno" por seus contemporâneos  .
Filho de um rico farmacêutico e dono da mercearia, Andry mais interessado em salvar vidas, do que propriamente em obter lucros foi médico e doutor-regente do hospital da Universidade de Paris e um dos primeiros membros da Royal Society of Medicine.
| “ | Il se plaisait à dire qu’il avait gentilhommisé la médecine. | ” |

Todos os anos, ele dava aos pobres um décimo de sua renda sem que fosse reconhecido seu nome. Foi nomeado um dos quatro médicos consultores de Napoleão Bonaparte, Andry apenas deduziu de seu salário o custo de seu uniforme e deu o excedente ao prefeito de seu distrito para distribuí-lo aos indigentes. 
| “ | convencido, disse ele, de que não deveria lucrar com o dinheiro que admitia não ter ganhado | ” |

Honoré de Balzac conhecia Andry e se serviu dele para modelo para o personagem do velho doutor Haudry, que aparece em vários romances de La Comédie Humaine , é o médico de César Birotteau.
Andry também foi um dos propagadores da vacina, escreveu um tratado em 1778 sobre a raiva com Antoine Portal, que apesar de tido como importante para o estudo do assunto no século XVIII, após análise, observou-se refutado, mostrando que apesar de exaustivo, o mesmo não continha pensamento crítico, acumulando repetições e listas intermináveis de remédios infundamentados.
Ardente antagonista do Magnetismo Animal, foi cotado como comensal do rei contra a teoria de Franz Anton Mesmer, depois de ter publicado com Michel Augustin Thouret algumas pesquisas sobre o uso do ímã na medicina, em 1782 
Ele ainda publicou em condição póstuma as obras de seu amigo António Nunes Ribeiro Sanches.

## Outras obras
·        le Manuel du jardinier, traduit de l’italien de Mandirola, Paris, 1765, in-8°, sous le pseudonyme de Randy.
·        Matière médicale, extraite des meilleurs auteurs et des leçons de Ferrein ; ibid., 1770, 3 vol. in-12.
·        Recherches sur la rage, ibid., 1778, 1779, in-8°. Ce livre, qui a été traduit dans plusieurs langues, a été inséré dans les Mémoires de la Société de médecine, t. Ier, p. 104.
·        Observations et recherches sur l’usage de l’aimant en médecine (avec Thouret), ibid., 1783, in-8°.
·        Recherches sur la mélancolie, ibid., 1786, in-4°, dans Mémoires de la Société de médecine, t. iii, p. 531 et t. v, p. 89.